# Rochelle (Illinois)
Rochelle é uma cidade localizada no estado americano de Illinois, no Condado de Ogle.

## Demografia
Segundo o censo americano de 2000, a sua população era de 9424 habitantes.
Em 2006, foi estimada uma população de 9771, um aumento de 347 (3.7%).

## Geografia
De acordo com o United States Census Bureau tem uma área de
19,5 km², dos quais 19,4 km² cobertos por terra e 0,1 km² cobertos por água. Rochelle localiza-se a aproximadamente 244 m acima do nível do mar.

## Localidades na vizinhança
O diagrama seguinte representa as localidades num raio de 20 km ao redor de Rochelle.